# WASP-43b
WASP-43bは地球から見てろくぶんぎ座の方向にある恒星、WASP-43を公転している太陽系外惑星である。2011年にスーパーWASPプロジェクトによって発見された。

## 特徴
| 木星 | WASP-43b  |
| ---- | --------- |
| 木星 | Exoplanet |

WASP-43bは木星の2.034倍の質量と1.036倍の半径を持つ巨大ガス惑星である。WASP-43bはスペクトル型K7VのK型主系列星である主星WASP-43から、わずか約230万kmしか離れていないホット・ジュピターである。公転周期も19時間半しかない。

## 表面の温度分布と大気の成分
2014年、ハッブル宇宙望遠鏡の観測によってWASP-43bの表面の温度分布が明らかとなった。WASP-43bは月のように、常にWASP-43に同じ面を向けている為、昼側では摂氏1500度、夜側では摂氏500度と表面温度の差が大きい。今回の観測によりWASP-43bは昼側から夜側にかけて強い風が吹いていることが分かった。シカゴ大学のKevin Stevensonは「温度分布の地図を作ると、高温な昼側から低温な夜側へどのように熱が運ばれるかを予測し、検証するのに役立つ」と述べている。
さらに、ハッブル宇宙望遠鏡の観測でWASP-43bの大気の成分が明らかになった。WASP-43b以外で、大気成分が判明している太陽系外惑星はHD 209458 bやGJ 1214 b、HD 131399 Abなど数えれる程度しか存在しない。大気にはメタンやアンモニア、一酸化炭素、二酸化炭素、水蒸気などが含まれている事が明らかになっている。

## 名称
2022年、ジェイムズ・ウェッブ宇宙望遠鏡の優先観測目標候補となっている太陽系外惑星のうち、20の惑星とその親星を公募により命名する「太陽系外惑星命名キャンペーン2022（NameExoWorlds 2022）」において、WASP-43とWASP-43bは命名対象の惑星系の1つとなった。このキャンペーンは、国際天文学連合（IAU）が「持続可能な発展のための国際基礎科学年（IYBSSD2022）」の参加機関の一つであることから企画されたものである。2023年6月、IAUから最終結果が公表され、WASP-43はGnomon、WASP-43bはAstrolábosと命名された。ノーモン（希: γνώμων）は、太陽の影を投影し、影の長さや向きを利用する基礎的な天文機器。Astrolábos（希: ἀστρολάβος）は、高度の測定、星や惑星の特定、緯度の決定などができる古代の天文機器アストロラーベを指すギリシア語である。